# 威尔·琼斯
威尔伯特·琼斯（英語：Wilbert Jones，1947年2月27日—），美国NBA联盟前职业篮球运动员。他在1969年的NBA选秀中第5轮第69顺位被洛杉矶湖人选中。